# قسمت شرقی مرکز شهر (ونکوور)
قسمت شرقی مرکز شهر (انگلیسی: Downtown Eastside) به‌طور مخفف DTES محله ای در ونکوور، بریتیش کلمبیا، کانادا است. یکی از قدیمی‌ترین محله‌های شهر، قسمت شرقی مرکز شهر محل مجموعه پیچیده‌ای از مسائل اجتماعی از جمله سطوح بالای نامتناسب سوءمصرف مواد مخدر، بی‌خانمانی، فقر، جرم و جنایت، بیماری روانی و کار جنسی است. همچنین به دلیل انعطاف‌پذیری بالای جامعه، به دلیل سابقه فعالیت‌های اجتماعی و مشارکت‌های هنری خود نیز شناخته می‌شود.
در حدود آغاز قرن بیستم، قسمت شرقی مرکز شهر مرکز سیاسی، فرهنگی و خرده فروشی ونکوور بود. طی چندین دهه، مرکز شهر به تدریج به سمت غرب تغییر مکان داد و قسمت شرقی مرکز شهر به محله ای فقیر، اگرچه نسبتاً پایدار تبدیل شد. در دهه ۱۹۸۰، این منطقه به دلیل عوامل متعددی از جمله هجوم مواد مخدر قوی، سیاست‌هایی که کار جنسی و فعالیت‌های مرتبط با مواد مخدر را از مناطق مجاور خارج می‌کرد، و توقف بودجه فدرال برای مسکن اجتماعی، شروع به کاهش سریع کرد. تا سال ۱۹۹۷، اپیدمی عفونت ایدز و بیش‌مصرفی بیش از حد دارو در قسمت شرقی مرکز شهر منجر به اعلام وضعیت اضطراری بهداشت عمومی شد. از سال ۲۰۱۸، مسائل مهم این قسمت از شهر، مصرف بیش از حد مواد افیونی، به ویژه مواردی که مربوط به داروی فنتانیل است؛ مسکن‌های فرسوده؛ کمبود مسکن اجاره‌ای کم هزینه؛ و بیماری روانی، که اغلب با اعتیاد همراه است تشخیص دوگانه را شامل می‌شود.
جمعیت قسمت شرقی مرکز شهر حدود ۷۰۰۰ نفر تخمین زده می‌شود. در مقایسه با کل شهر، قسمت شرقی مرکز شهر نسبت بیشتری از مردان و بزرگسالان را دارد که در انزوای اجتماعی و تنها زندگی می‌کنند. همچنین دارای تعداد قابل توجهی بومی‌های کانادا است که به‌طور نامتناسبی تحت تأثیر مشکلات اجتماعی محله قرار دارند. این محله سابقه جذب افراد مبتلا به بیماری‌های روانی و مشکلات اعتیاد را دارد که بسیاری از آنها به سمت بازار مواد مخدر و خدمات کم مانع جذب شده‌اند. ساکنان بالاترین میزان میر میزان مرگ‌ومیر را در کانادا در اثر برخورد با پلیس تجربه می‌کنند، و بسیاری از اعضای آسیب‌پذیر جامعه اعتماد کمی به پلیس دارند.